# Staten Island Borough Hall

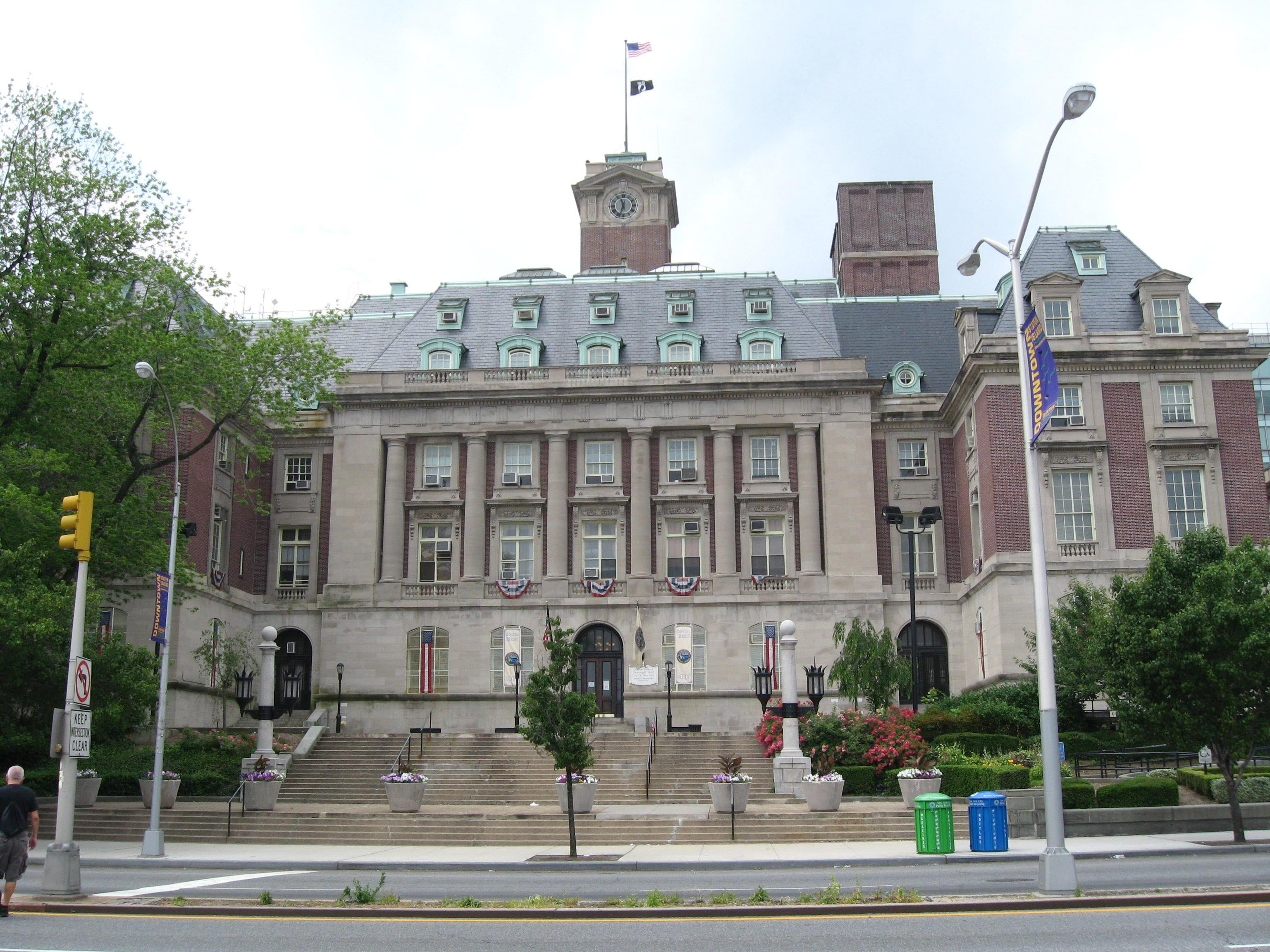
Die Staten Island Borough Hall im Jahr 2008

Die Staten Island Borough Hall ist ein öffentliches Gebäude im Borough (Stadtbezirk) Staten Island der Stadt New York. Das Gebäude hat die Adresse 10 Richmond Terrace und liegt gegenüber dem Terminal der Staten Island Ferry an der Stuyvesant Street und dem Borough Place.

## Geschichte
Die Eingemeindung in die Stadt New York im Jahr 1898 machte das noch ländlich geprägte County Richmond des Bundesstaates New York auf der Insel Staten Island zum fünften New Yorker Borough. Das Borough behielt zunächst den Namen des Countys und wurde 1975 offiziell in Staten Island umbenannt.
Das neue Bourough benötigte ein Rathaus als Sitz der Verwaltung. Die Borough Hall wurde vom Architektenbüro Carrère & Hastings entworfen und 1903 erbaut. Es ist im französischen Renaissancestil (French Eclectic) errichtet. Das dreigeschossige Gebäude besitzt eine Fassade aus Kalk- und Ziegelstein und ein Mansarddach.
Im Inneren ist es mit elf Wandmalereien von Frederick Charles Stahr geschmückt, die er von 1936 bis 1938 mit Förderung durch die Works Progress Administration schuf. Sie thematisieren historische Ereignisse aus der Geschichte Staten Islands seit den Seefahrten Giovanni da Verrazzanos. 1983 wurde das Gebäude in das National Register of Historic Places aufgenommen.

## Heutige Nutzung
Das Gebäude dient seit seinem Bau als Bezirksrathaus von Staten Island. Es beherbergt den Sitz des Borough Presidents, Büros des Bauamtes und andere städtische Ämter.